# Herbert York

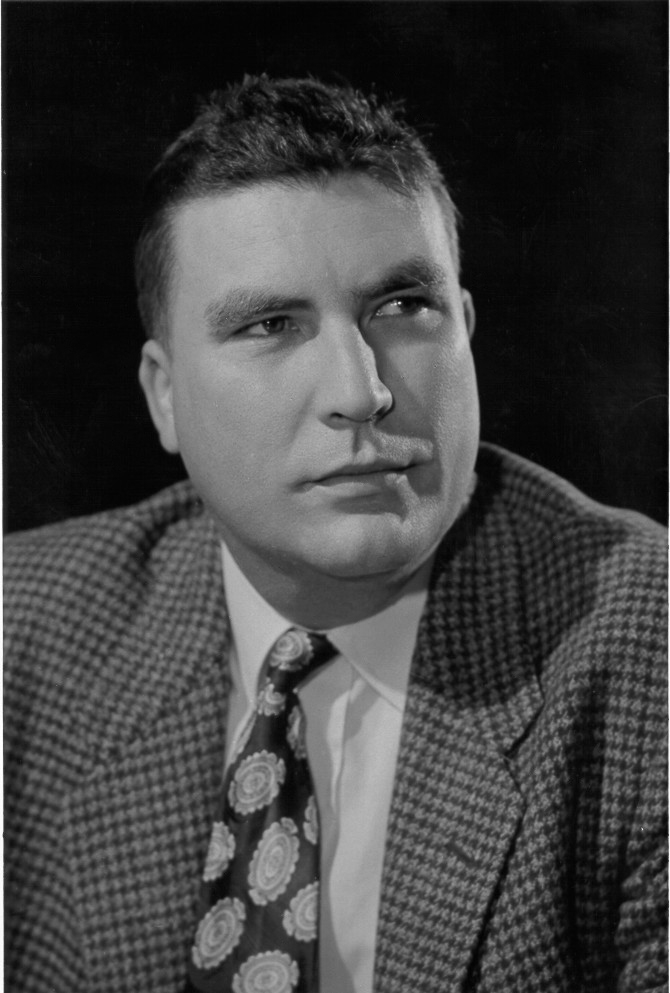
Herbert York.

Herbert Frank York (Rochester, 24 november 1921 - San Diego, 19 mei 2009) was een Amerikaans kernfysicus.
York studeerde aan de University of Rochester en aan de University of California - Berkeley. Tijdens de Tweede Wereldoorlog was hij betrokken bij het Manhattan Project aan het Oak Ridge National Laboratory. York was de eerste directeur van het Lawrence Livermore National Laboratory. Daarna was hij nog hoofdwetenschapper van het Advanced Research Projects Agency (ARPA), hoogleraar fysica aan de University of California, Berkeley en kanselier van de University of California, San Diego van 1961 tot 1964 en van 1970 tot 1972. Hij was tevens Amerikaans ambassadeur bij de onderhandelingen voor het kernstopverdrag in Genève (1979-1981).

## Werken
- Arms Control (Readings from Scientific American (W.H. Freeman, 1973)
- The Advisors: Oppenheimer, Teller and the Superbomb (W.H. Freeman, 1976)
- Race to Oblivion: A Participant's View of the Arms Race (Simon and Schuster, 1978)
- Making Weapons, Talking Peace: A Physicist's Journey from Hiroshima to Geneva (Harper & Row, 1987)
- A Shield in Space? Technology, Politics and the Strategic Defense Initiative (U.C. Press, 1988, met Sanford Lakoff)
- Arms and the Physicist (American Physical Society, 1994)